# IA Groupe financier
 (janvier 2023).
 (décembre 2023).
iA Groupe financier est un groupement de sociétés d’assurance et de gestion de patrimoine des plus importants au Canada. Il mène aussi des activités aux États-Unis. L’entreprise figure au nombre des grandes sociétés publiques au pays. La société mère, iA Société financière inc., est une société de gestion de portefeuille dont les titres sont inscrits à la Bourse de Toronto sous le symbole IAG (actions ordinaires). Les actions privilégiées de sa filiale l’Industrielle Alliance, Assurance et services financiers inc. sont quant à elles inscrites à la Bourse de Toronto sous le symbole IAF.

## Historique

### Création

#### L'Alliance nationale
L’Alliance nationale est une ancienne société de secours mutuel fondée le 11 décembre 1892 à Montréal à l’occasion d’une assemblée tenue dans le soubassement de l’église Saint-Joseph. Réunissant 74 participants, cette rencontre marque la création officielle de l’organisation. Sir Hormidas Laporte, homme d’affaires influent , est nommé président lors de cette fondation.
Aux côtés de la Société des Artisans canadiens-français, l’Alliance nationale figure parmi les rares organisations de ce type à avoir connu une stabilité financière notable. En plus d’offrir un soutien monétaire à ses membres, elle aspirait à favoriser le développement économique des francophones au Canada.
Après un demi-siècle d’activités, l’Alliance nationale abandonne en 1948 son statut de société de secours mutuel pour devenir une compagnie mutuelle. Elle adopte par la suite, en 1958, le nom d’Alliance Mutuelle-Vie.

#### L’Industrielle, compagnie d’assurance sur la vie
Le 15 mai 1905, L’Industrielle est fondée à Québec par Bernard Leonard, un artiste peintre et vitrailliste d’origine irlandaise, accompagné de plusieurs hommes d’affaires. L’entreprise est dirigée par la famille Leonard jusqu’en 1950, moment où la gestion est reprise par le Crédit interprovincial Ltée.
Au fil des décennies, L’Industrielle connaît une croissance soutenue. À partir des années 1970, elle élargit son offre au-delà de l’assurance vie, pour inclure l’assurance automobile et habitation, marquant ainsi sa diversification dans le domaine des services financiers.

#### Fusion des deux compagnies
En janvier 1987, L’Industrielle et l’Alliance Mutuelle-Vie fusionnent pour former L’Industrielle-Alliance, Compagnie d’Assurance sur la Vie. Cette union vise à regrouper leurs activités, soutenir leur croissance et renforcer leur présence sur le marché canadien de l’assurance.

## Sociétés de iA Groupe financier

### Assurance individuelle
- Industrielle Alliance, Assurance et services financiers inc.
- PPI Management Inc.
- Michel Rhéaume et Associés ltée

### Assurance collective
- Industrielle Alliance, Assurance et services financiers inc. (régimes d’employés et solutions pour les marchés spéciaux)
- PPI Management Inc.

### Gestion de patrimoine individuel
- Industrielle Alliance, Assurance et services financiers inc.
- iA Gestion privée de patrimoine inc.
- Placements iA Clarington inc.
- Investia Services financiers inc.
- Industrielle Alliance, Fiducie inc. (à titre de fiduciaire de plusieurs régimes enregistrés)
- Industrielle Alliance, Gestion de placements inc.
- PPI Management Inc.

### Épargne et retraite collectives
- Industrielle Alliance, Assurance et services financiers inc.

### Services aux concessionnaires
- Industrielle Alliance, Assurance et services financiers inc.
- SAL Marketing Inc.
- Les Garanties Nationales MRWV limitée
- Industrielle Alliance Pacifique, Compagnie d'assurances générales
- WGI Service Plan Division Inc.
- WGI Manufacturing Inc.
- Lubrico Warranty Inc.

### Assurance auto et habitation
- Industrielle Alliance, Assurance auto et habitation inc.
- Prysm Assurances générales inc.
- iA Avantages, Assurance de dommages inc.
- Surexdirect.com Ltd. (détention majoritaire)

### Financement automobile
- iA Financement auto inc.
- Industrielle Alliance, Fiducie inc. (à titre de fiduciaire)

### Sociétés américaines – Assurance individuelle
- iA American Life Insurance Company
- American-Amicable Life Insurance Company of Texas

### Sociétés américaines – Services aux concessionnaires
- Dealers Assurance Company
- iA American Warranty, L.P.
- iA American Warranty Corp.